# Запорізький краєзнавчий музей
Запорі́зький обласний історико-краєзна́вчий музе́й ім. Я. П. Новицького  — обласний краєзнавчий музей у місті Запоріжжі, значний культурний і науковий осередок популяризації культури, історії та етнографії Запорізького краю. З 7 квітня 2025 року змінив назву  — Запорізький обласний історико-краєзнавчий музей імені Якова Новицького. 

## Історія
Запорізький обласний краєзнавчий музей заснований 1921 року за ініціативою Якова Новицького, який став його першим директором. Після його смерті засновника музей поступово занепав, переїжджаючи з місця на місце.
1931 року об'єднаний з музеєм історії Дніпровської ГЕС, який очолив М. Філянський. Наприкінці 1930-х років отримав назву — Запорізький обласний краєзнавчий музей.

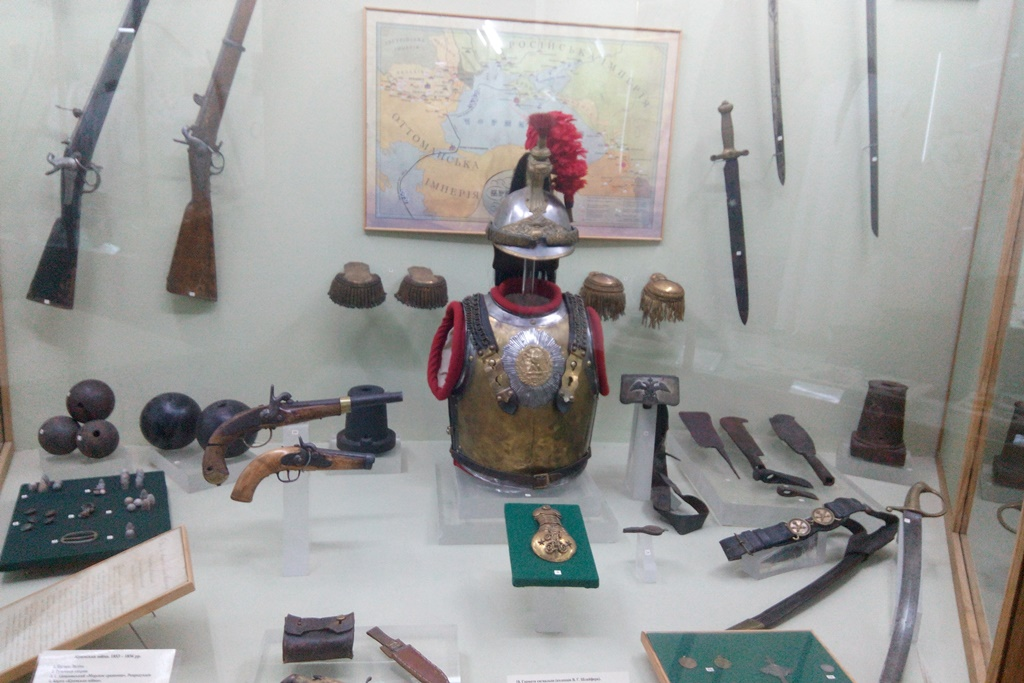
Фрагмент експозиції музею (XVIII століття)

8 червня 1934 року Запорізький міськпарторг (аналог сучасної Запорізької міської ради), переїхав з будівлі, яку нині займає краєзнавчий музей, до Будинку громадських організацій (нині тут розташоване міське управління Національної поліції). В будівлю, де нині розташовується міська рада, запорізькі чиновники переїхали лише у 1977 році.
Під час Другої світової війни музейні експонати сильно постраждали. З довоєнної колекції збереглися лише дві гармати XVIII століття.
1944 року, тобто після звільнення Запоріжжя від німецької окупації, музей відтворено як історично-краєзнавчий у Мелітополі. 1948 року експозицію перенесено до обласного центру міста Запоріжжя. У 1950 році музей отримав статус обласного краєзнавчого музею.

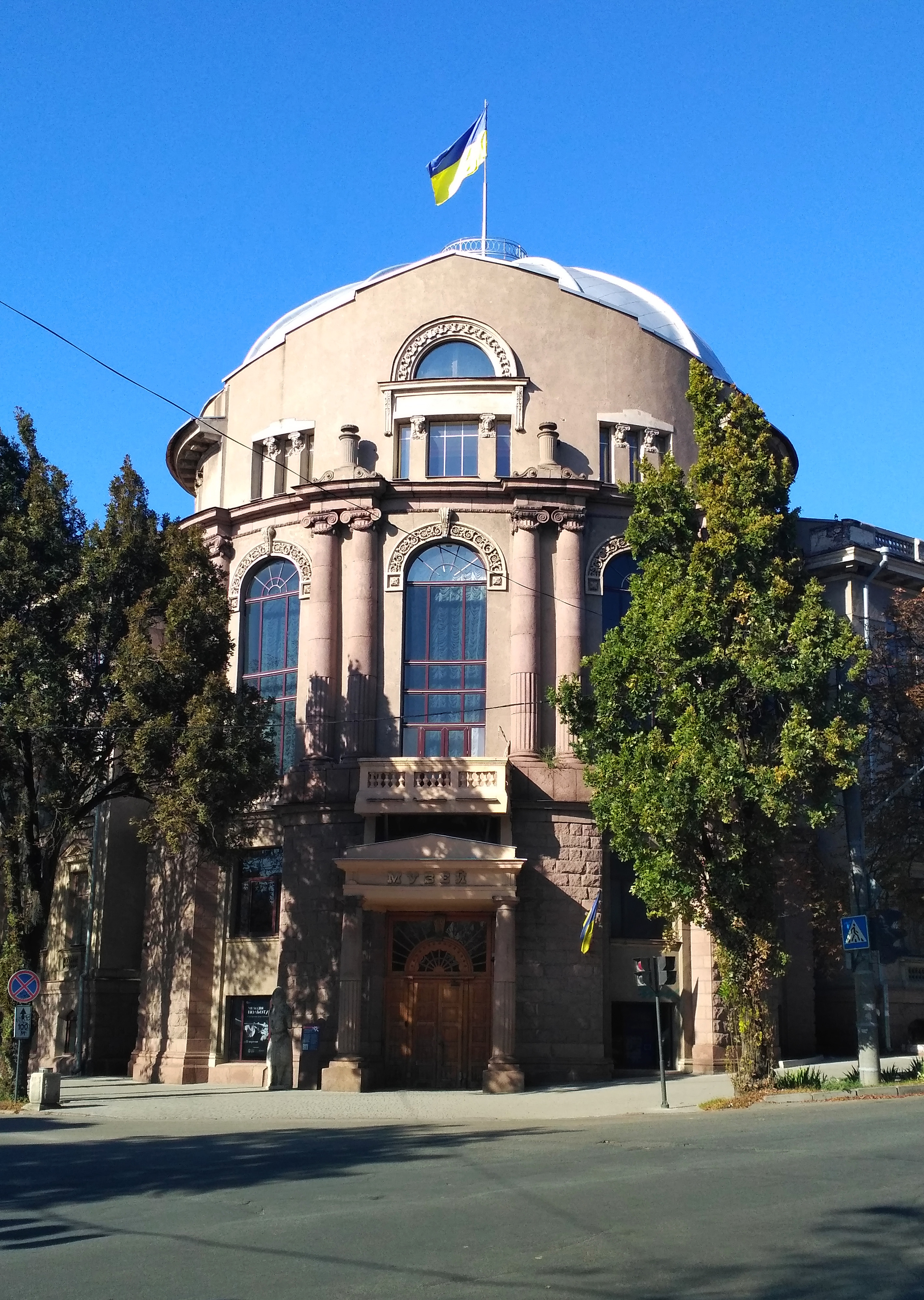
Запорізький краєзнавчий музей

У 1991 році експозиція музею відкрилася в будівлі колишньої Земської управи (1915), в якій перебуває і дотепер.
У різний час в сучасній будівлі музею працювали Яків Новицький, Леонід Брежнєв, з балкону Земської управи з промовою виступав Нестор Махно.
З 1991 року, спільно з Запорізьким національним університетом, музей видає археологічний щорічник «Древности Степного Причерноморья и Крыма».

## Фонди

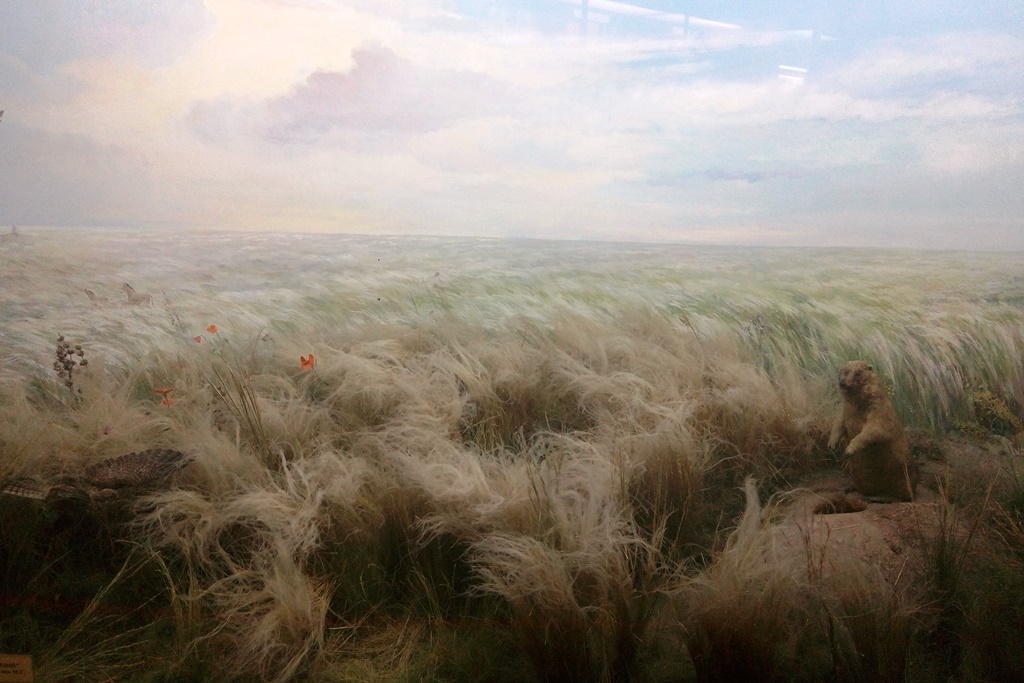
Дiорама Степ

Зібрання Запорізького краєзнавчого музею налічує понад 100 тисяч одиниць зберігання. Основна експозиція представляє історію краю з найдавніших часів до сьогодення, показує його природу, життя і побут запорозьких козаків.
Велику історичну цінність мають археологічні, етнографічні, нумізматичні колекції, гербарії, стародруки.

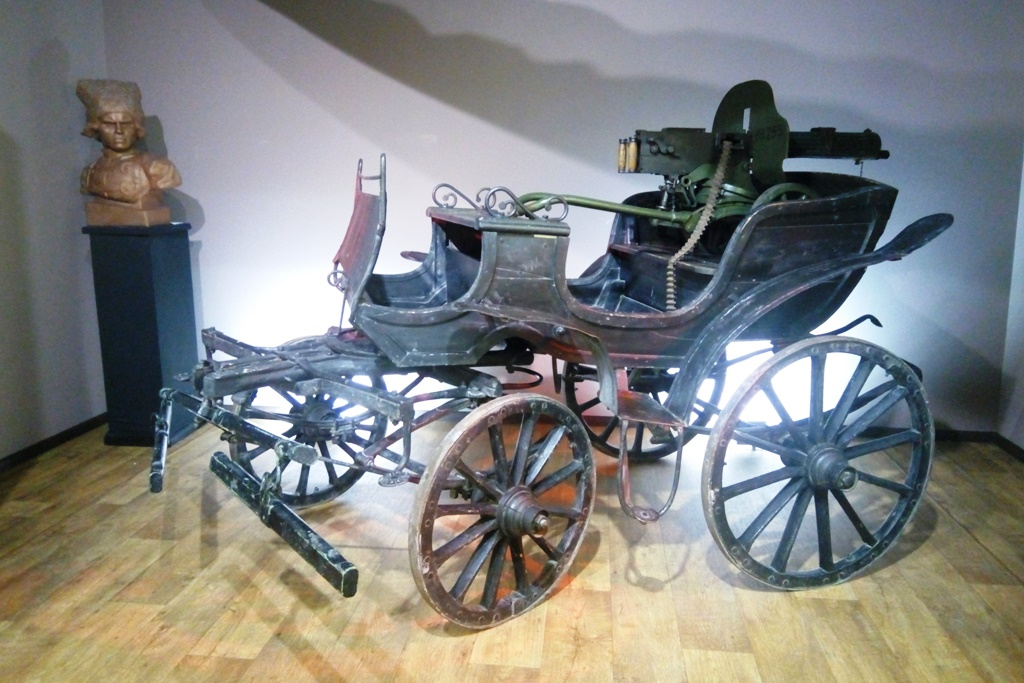
Фрагмент виставкового залу «Нестор Махно та його час»

Серед колекцій: палеонтологічні залишки тварин неогенового та антропогенового періодів; археологічні знахідки із Запорізького кургану; сарматські прикраси; колекції комах; опудала рідкісних птахів; зброя й предмети побуту запорозьких козаків.
Окрема виставкова зала «Нестор Махно та його час» присвячена подіям Української революції 1917—1921 років у степах Запоріжжя.